# Doopvontschelp
De doopvontschelp (Tridacna gigas) is een in zee levend tweekleppig weekdier uit de familie van de hartschelpen (Cardiidae).

## Kenmerken

### Schelpkenmerken
De doopvontschelp is het grootste thans levende tweekleppige weekdier. De lengte van de schelp is meer dan anderhalve meter en het dier kan rond de 250 kilo zwaar worden. De schelp is vrij bol en heeft zowel lichte groeven in de breedte als een sterk golvende schelprand. De kleur van de schelp is meestal bruin of wit. De eigenlijke kleur is echter vaak niet meer zichtbaar door een begroeiing van algen, koralen en andere organismen die erop groeien.
De Parel van Allah, een grote porseleinachtige witte parel zonder de glans parelmoer, werd in een doopvontschelp in de wateren rond de Filipijnen gevonden.

## Habitat en levenswijze
Zoals veel weekdieren zijn doopvontschelpen hermafrodiet. Dat betekent dat de dieren zowel mannelijke als vrouwelijke geslachtsorganen hebben. Hoewel de dieren hermafrodiet zijn worden mannelijke en vrouwelijke geslachtscellen niet gelijktijdig geproduceerd. Tijdens de eerste 2 à 6 jaar worden alleen mannelijke gameten het water in gespoten. Tijdens de rest van het leven worden vrouwelijke eicellen geproduceerd. De bevruchting geschiedt buiten het dier, vrij in het zeewater. 
Evenals de meeste in zee levende weekdieren heeft de doopvontschelp een planktonisch larvestadium. De larve verblijft enige tijd in de waterkolom om naar de bodem te zakken als de larvale schelp te zwaar wordt voor een zwevend bestaan. Als de larve op een geschikte plaats terechtkomt dan groeit zij uit tot een volwassen dier. De maximale leeftijd van de doopvontschelp ligt waarschijnlijk rond de honderd jaar.
De soort leeft in koraalriffen. Net zoals veel andere koraalsoorten leeft de doopvontschelp in symbiose met dinoflagellaten uit de groep van de zooxanthellae (eencellige algen). Deze hebben licht nodig voor de fotosynthese en de doopvontschelp leeft daarom alleen in helder, ondiep water. De algen zorgen voor een groot deel van de benodigde voedingsstoffen. Bij een geopende schelp zijn deze algen zichtbaar als een groenige 'huid' van het dier. Een ander maar minder belangrijk deel van het voedsel wordt verkregen door voedingsstoffen uit het zeewater te filteren met behulp van de kieuwen. Het orgaan wat essentieel is bij de vertering van op deze laatste wijze verkregen voedsel, de kristalsteel, is bij de doopvontschelp sterk gereduceerd.
Bij verstoring sluit de schelp zich, en ook 's nachts is de schelp dicht. De gesloten schelp is niet hermetisch gesloten, er blijven altijd openingen aanwezig.

### Voorkomen
De soort leeft in de zuidelijke Grote Oceaan en in de Indische Oceaan.

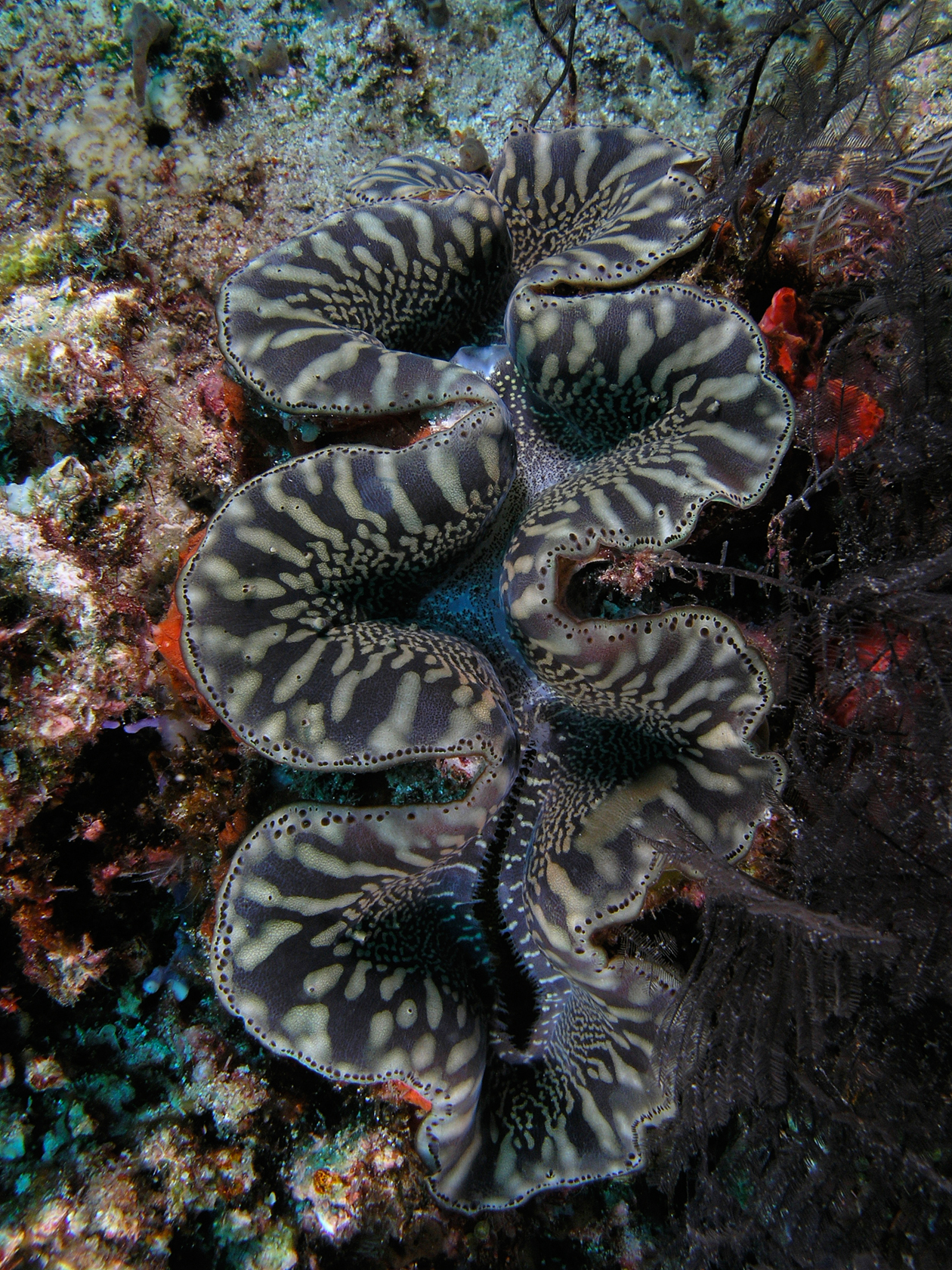
Doopvontschelp in de zeeën rondom Komodo

## Verwantschap
De soort heeft dezelfde voorouder als de kokkels die op de Nederlandse en Belgische stranden geraapt worden, en met enige fantasie is dat nog wel te zien.

## Jaarringonderzoek

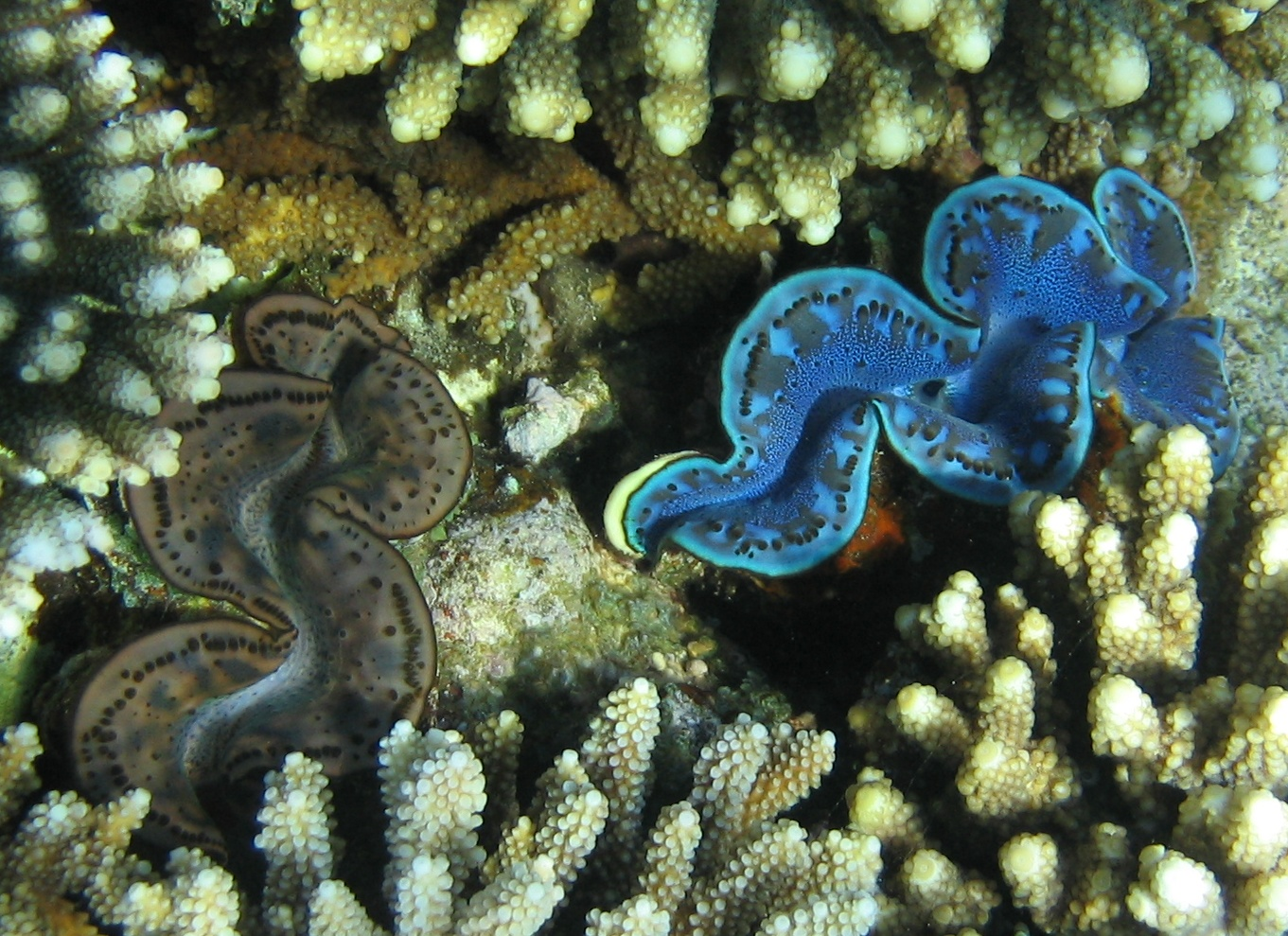
Tridacna maxima, een verwant van de 'gewone' doopvontschelp

Doordat de doopvontschelp zo oud wordt leent deze soort zich voor studies naar veranderingen in het milieu over langere perioden (dat wil zeggen, langer dan 10 jaar). Door stabiele isotopenonderzoek van de jaargroeiringen in de kalk van de doopvontschelp werd bekend dat de zeewatertemperatuur in het midden-Holoceen cycli kende van 11 tot 14 jaar (NB. de zonnevlekcyclus duurt ongeveer 11 jaar). Er is tevens mee bevestigd dat het water op het noordelijk halfrond in die periode warmer was dan nu. De periode waarin dat het geval was, staat bekend als het klimaatoptimum van het Holoceen.
Vergelijkbaar onderzoek is verricht aan de jaarringen van de noordkromp (Arctica islandica) die daarom ook wel bekendstaat onder de Engelse naam 'Tree of the sea'. Deze naam verwijst naar het onderzoek aan jaarringen van bomen waarmee men monsters fossiel hout van bepaalde boomsoorten (onder andere van de eik) uit het Holoceen zelfs kan dateren (dendrochronologie).

## Verhouding tot de mens

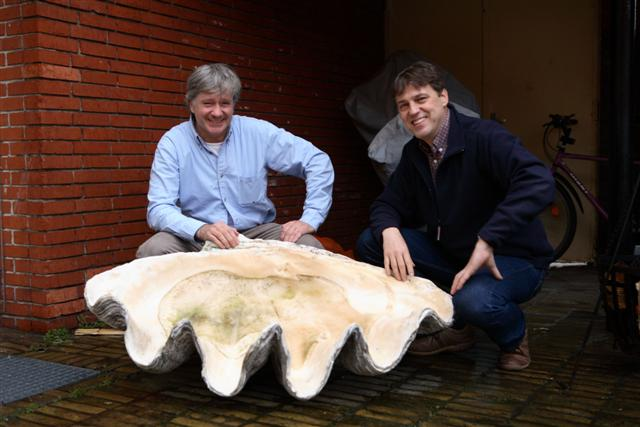
De grootste doopvontschelp ooit gevonden

### Benaming
De naam doopvontschelp geldt voor alle soorten uit de familie, maar deze soort is verreweg het grootst en wordt ook wel "reuzendoopvontschelp", "reuzenmossel" of "reuzenoester" genoemd. Er is overigens ook een verwant genaamd Tridacna maxima die ondanks de soortaanduiding maxima, die 'grootste' betekent, vier keer zo klein blijft en blauwer van kleur is.

### Beschermingsstatus
De doopvontschelp wordt door de IUCN beschouwd als 'kwetsbaar'. Onder natuurbeschermers bestaat bezorgdheid over de gevolgen van overbevissing ten behoeve van consumptie, handel in de schelpen of voor gebruik als aquariumdier. De populaties zijn als gevolg hiervan sterk gereduceerd. Op de zwarte markt worden de schelpen verkocht als 'showstukken' en het vlees, in Japan 'himejako' genoemd, wordt als delicatesse verkocht.

## Trivia
- De schelp is zo groot dat hij vroeger wel als doopvont gebruikt werd in plaats van de gebruikelijke met wijwater gevulde schaal bij de doop; de Franse naam ('Benitier') betekent vrij vertaald 'wijwatervat'.
- 'Killerclam' is de Amerikaanse bijnaam, omdat als men per ongeluk in de schelp zou stappen, deze dicht klapt en iemand zich niet meer kan bevrijden. Hierdoor zouden mensen zijn verdronken bij opkomende vloed, maar dat verhaal is niet waar.

### Records
De doopvontschelp spuit per keer 1 miljard eitjes uit.